# Pselnophorus heterodactyla
Pselnophorus heterodactyla là một loài bướm đêm thuộc họ Pterophoridae. Nó được tìm thấy ở hầu hết châu Âu.
Sải cánh dài 18–22 mm. Con trưởng thành bay vào tháng 6 và tháng 7 ở Tây Âu.
Ấu trùng ăn Mycelis muralis, Prenanthes purpurea và Lapsana communis.